# Umatilla National Wildlife Refuge
Das Umatilla National Wildlife Refuge a liegt beidseits des Columbia River in den US-Bundesstaaten Oregon und Washington, etwa 15 mi (24 km) nordwestlich von Hermiston, dem nächstgelegenen Ort. Das Tierschutzgebiet umfasst eine Fläche von 8.907 Acres (3.605 ha) in Oregon und 14.876 Acres (6.020 ha) in Washington. Es wurde 1969 gegründet, um eine Kompensation (englisch mitigation) für den Lebensraumverlust zu schaffen, der durch Überflutungen in Folge des Baus des John Day Dam entstand. Das Schutzgebiet ist unter Vogelbeobachtern (englisch birdwatchers) und anderen Naturfreunden beliebt.
Das Schutzgebiet ist ein bunter Mix aus offenen Wasserflächen, Wattflächen, flachen Marschen, temporären Feuchtgebieten, Ackerland, Inseln und Strauchsteppen. Es wird in sechs Einheiten geteilt, von denen zwei in Oregon, drei in Washington und eine mitten im Columbia River liegen. Der Mangel an Feuchtgebieten und anderen natürlichen Lebensräumen in der Region macht das Umatilla National Wildlife Refuge attraktiv für ziehende Wasservögel, Weißkopfseeadler, in Kolonien brütende Vögel sowie andere wandernde und standorttreue Tierarten. Es liegt inmitten der Zugrouten entlang der nordamerikanischen Pazifik-Küsten und bietet so in der Arktis brütenden Gänsen und Enten Rast- und Überwinterungsplätze.